# Wielomiany ortogonalne
Wielomiany ortogonalne – wielomiany wzajemnie do siebie ortogonalne w sensie pewnego iloczynu skalarnego. Korzysta się z nich między innymi przy rozwijaniu funkcji w szereg Fouriera i interpolacji wielomianowej. Pojawiają się również w mechanice kwantowej jako funkcje własne kwantowego oscylatora harmonicznego.
Gdy wielomiany są unormowane (tzn. mają normę jednostkową, inaczej - ich iloczyn skalarny przez siebie równy jest jedności), to nazywa się je wielomianami ortonormalnymi.

## Przykłady
- wielomiany Czebyszewa
- wielomiany trygonometryczne
- wielomiany Hermite'a
- wielomiany Legendre'a
- wielomiany Laguerre'a